# 킴 고든
킴 엘시아 고든(Kim Althea Gordon, 1953년 4월 28일 ~)은 미국의 음악가, 작곡가, 시각 예술가다. 뉴욕 시 로체스터 출신인 고든은 캘리포니아주 로스앤젤레스에서 자랐고 오티스 아트 인스티튜트에서 공부했다. 이후 그는 뉴욕 시를 거점으로 하는 얼터너티브 록 밴드 소닉 유스에서 베이시스트, 기타리스트, 보컬리스트로 활동하며 두각을 나타냈다.
1990년대에는 프리 키튼, 줄리아 캐프리츠와 함께 음악 프로젝트를 결정했으며 홀의 데뷔 음반 《Pretty on the Inside》 (1991)에서는 프로듀서로 참여 및 데뷔하기도 했다. 또한 1993년에는 X-걸이라는 패션 라인을 작업했으며, 1990년대에서 2000년대 말에 걸쳐 소닉 유스에서 작곡을 계속해 전담해 왔다.
고든은 이쿠에 모리, DJ 올리브, 윌리엄 위넌트, 리디아 런치, 오노 요코, 레이먼드 페티본, 캐서린 해나, 크리스 코르사노와 협업한 바 있다. 2012년, 소닉 유스의 해산 뒤로 바디/헤드를 자신의 친구 빌 네이스와 결정해 2013년 9월 밴드의 데뷔 음반 《Coming Apart》를 발표했다. 2015년에는 하퍼콜린스가 《밴드 속의 소녀》라는 고든의 회고록을 출간했다.

## 어린 시절
고든은 뉴욕 시 로체스터에서 태어났다. 아버지 웨인 고든은 로체스터 대학에서 사회학과 교수였다. 5살 때에 가족은 캘리포니아주 로스엔젤레스로 이사했고 아버지는 캘리포니아 대학(UCLA)의 사회학과 교수직을 제안받았다. 고든은 자신의 어머니를 "창조적 기질이 있는 주부"로 묘사했다. 그는 UCLA 산하의 진보적인 초등학교에서 재학했고, 당시의 경험을 이렇게 설명했다. "그때는 뭔가 행동을 하면서 배웠죠. 그러니 언제나 아프리카식 창을 만들고 또 강으로 내려가선 진흙으로 오두막을 만들거나, 혹은 소가죽을 벗겨 건조시켜서는 다나 포인트의 절벽에서 던져버리고는 했어요."
자신의 회고록에 따르면, 고든은 여름을 자신의 가족과 오리건주 경계 근처의 클래머스에서 보냈다. 로스앤젤레스에서 살 무렵에는 유니버시티 고등학교에 진학했고 졸업 후에는 오티스 아트 인스티튜트 오브 로스앤젤레스에 입학했다. 또한 잠시 토론토의 요크 대학의 학생으로 있었는데, 여기서 처음 자신의 첫 밴드와 공연했다. 또한 부업으로 래리 가고시안 아래에서 잠시 일하기도 했다.

## 음반 목록
소닉 유스와 함께한 음반
- 소닉 유스의 음반 목록 참고

프리 키튼과 함께한 음반
- 《Unboxed》 (1994)
- 《Nice Ass》 (1995)
- 《Sentimental Education》 (1997)
- 《Inherit》 (2008)

바디/헤드와 함께한 음반
- 《Coming Apart》

글리터버스트와 함께한 음반
- 《Glitterbust》

## 같이 보기
- 소닉 유스의 음반 목록
- 실험 음악
- 얼터너티브 록

## 참고 문헌
- Gordon, Kim (2015). 《Girl in a Band: A Memoir》. Dey Street Books. ISBN 978-0-062-29590-3.